# Astragalus hohenackeri
Astragalus hohenackeri es una especie de planta del género Astragalus, de la familia de las leguminosas, orden Fabales.

## Distribución
Astragalus hohenackeri se distribuye por Azerbaiyán e Irán.

## Taxonomía
Fue descrita científicamente por Boiss. Fue publicada en Diagn. Pl. Orient. ser. 1, 2: 70 (1843).